# Соболь Микола Сергійович
Микола Сергійович Соболь (нар. 3 лютого 1937, Вільнянка — пом. 20 травня 2002) — український скульптор, член Спілки радянських художників України з 1967 року. Лауреат обласної комсомольської премії імені Михайла Андросова. Батько скульптора Миколи Миколайовича Соболя.

## Біографія
Народився 3 лютого 1937 року в селі Вільнянка Запорізької області, в родині шевця. У 1956 році закінчив середню школу № 21 у Запоріжжі. Впродовж 1956—1959 років проходив строкову службу у Радянській армії. У 1959—1965 роках працював на Запорізькому титано-магнієвому комбінаті, відвідував образотворчу студію Палацу піонерів. Брав уроки у Федора Шевченка, Володимира Коробова, Владлена Дубиніна. З 1966 року працював у Запорізькому художньо-промисловому комбінаті.
Мешкав у Запоріжжі, в будинку на вулиці Перемоги, 115, квартира № 117. Помер 20 травня 2002 року.

## Творчість
Працював у галузях станкової та монументальної скульптури. Серед робіт:
станкова скульптура
- «Героїчна молодість» (1963, бетон);
- «Єретик» (1964);
- «Танкіст» (1965);
- «Рік 1920-й» (1967, штучний граніт);
- погруддя Валеріана Куйбишева (1969, дерево).

монументальна скульптура у Запоріжжі
- монумент «Героїчна молодість» (1968, штучний камінь; архітектори Сергій Василевський, М. Хвилюк);
- пам'ятник Феліксу Дзержинському (1977, граніт, архітектор Анатолій Масютка);
- пам'ятник Андрію Первозваному (2003, у співавторстві з Миколою Миколайовичем Соболем)[1].

Брав участь у республіканських виставках з 1963 року.